# Podziemne jezioro Saint-Léonard
Podziemne jezioro Saint-Léonard (niem. unterirdischer See von Saint-Léonard; fr. Lac souterrain de Saint-Léonard) – największe znane naturalne podziemne jezioro w Europie. Wejście do jaskini, w której się znajduje, położone jest u stóp wzgórza w Saint Léonard, między Sion i Sierre w kantonie Valais w Szwajcarii.
Seegrotte w Hinterbrühl w Dolnej Austrii, o powierzchni 6200 m², jest wprawdzie nieco większa, jednak jest ona sztucznego pochodzenia (powstała w trakcie wydobycia gipsu), a lustro wody jest tam rozdzielone na liczne tunele podłużne i poprzeczne.
Cała jaskinia ma 1400 metrów długości. Powierzchnia jeziora wynosi 6000 m². Jego długość dochodzi do 300 m, szerokość średnio 20 m (w najszerszym miejscu 29 m). Temperatura wody jest stała i wynosi 11 °C. Koniec jeziora wyznacza zwalisko wielkich głazów. Za nimi znajdują się inne małe sale, z których wszystkie znajdują się powyżej poziomu wody, w suchej skale.
Skały, w których powstała jaskinia, to mieszanka gipsu, łupków i marmuru. Jaskinia swoje istnienie zawdzięcza rozpuszczaniu mas gipsowych pod wpływem przenikającej z powierzchni wody. Pozostałości po procesie rozpuszczania to żelaziste gliny, które uszczelniają dno jeziora.
Jaskinia z jeziorem zostały odkryte w 1943 przez Jean-Jacquesa Pittarda. Na skutek trzęsienia ziemi w 1946 r., które osiągnęło siłę 6,1 w skali Richtera, poziom jeziora obniżył się. W 1949 jaskinię udostępniono dla zwiedzających. Atrakcją są rejsy po jeziorze, wykonywane trzema łodziami zabierającymi na raz 40 pasażerów, odbywające się codziennie od 15 marca do 1 listopada. W głębi jaskini ustawiono posąg św. Barbary jako patronki geologów. Odkryte w 1956 roku suche części jaskini nie są dostępne dla zwiedzających. Jaskinię odwiedza średnio 100 000 osób rocznie.
Od 2000 do czerwca 2002 trwały prace zabezpieczające stabilność ścian i stropu jaskini, wobec czego jezioro było niedostępne dla zwiedzających.